# Georges Courteline

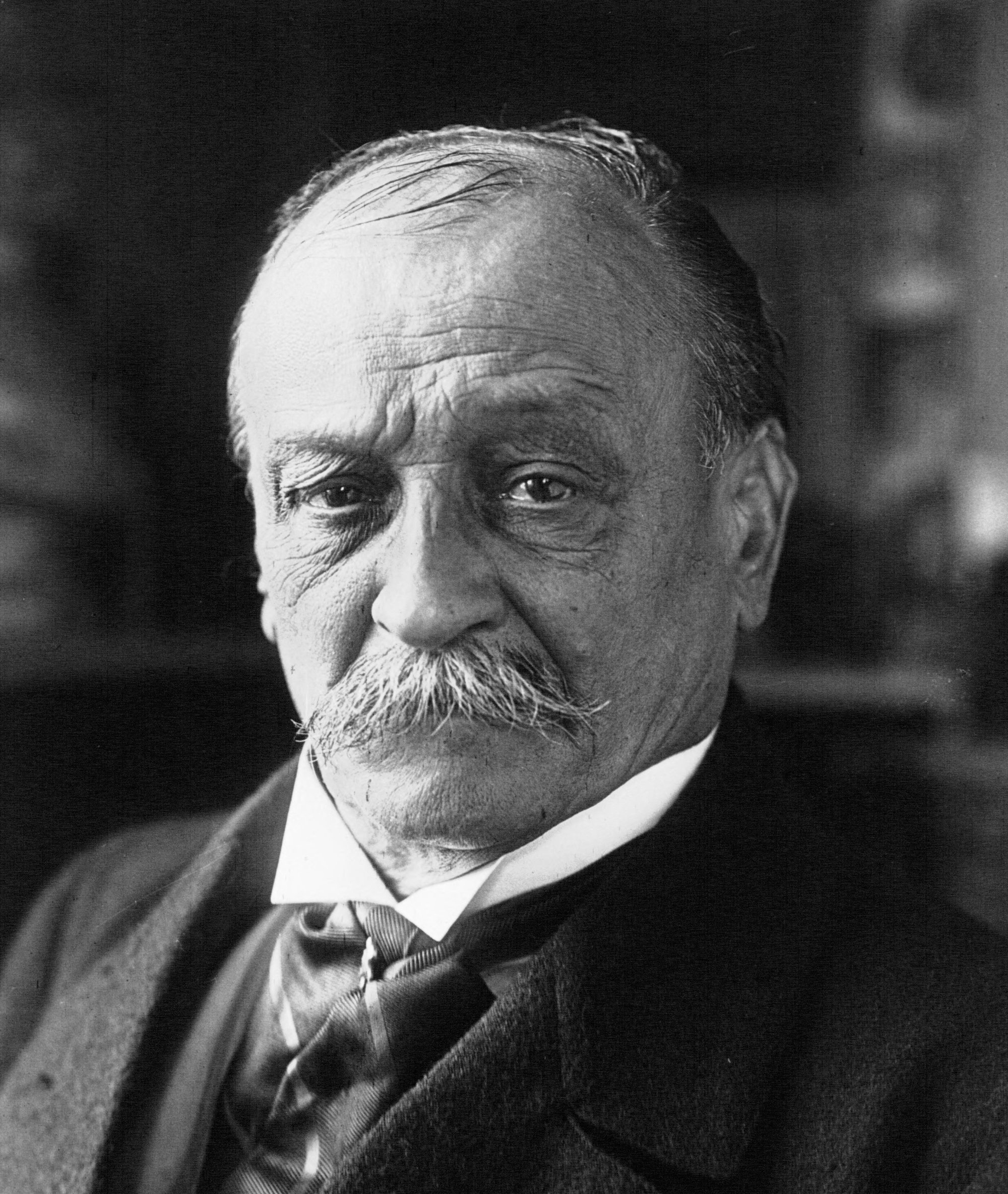
Georges Courteline (1921)

Georges Courteline, eigentlich Georges Moineau (* 25. Juni 1858 in Tours; † 25. Juni 1929 in Paris), war ein französischer Romancier und Dramatiker. Er war der Sohn des Schriftstellers Jules Moinaux. In seinen Satiren karikierte er Militär und Beamtentum, indem er die alltäglichen Absurditäten dieser Lebenswelten schilderte.
Er lebte seit der Kindheit die längste Zeit in der Nähe des Pariser Montmartre. Aus seiner Beziehung mit der Schauspielerin Suzanne Berty (1868–1902), die er kurz vor ihrem Tod in Villette heiratete, hatte er eine Tochter und einen Sohn. 1907 heiratete er die Schauspielerin Marie-Jeanne Brécou (1869–1967). Mit ihr zog er ins Quartier du Bel-Air, wo heute eine Straße – Avenue Courteline – und ein kleiner Park – Square Courteline – seinen Namen tragen. Sein Grab befindet sich auf dem Pariser Friedhof Père-Lachaise.
1899 wurde Courteline in die französische Ehrenlegion und 1926 in die Académie Goncourt aufgenommen. Ebenfalls 1926 erhielt er einen Preis der Académie française.

## Werke (in deutscher Übersetzung)
- Boubouroche. (Vier) Tragische Possen. Deutsch von Siegfried Trebitsch. Wien 1901
- Alltagskomödien. (Zwölf Stücke). Deutsch von Siegfried Trebitsch. München 1912
- Rund um das Glück. Roman. Deutsch von Siegfried Trebitsch. München 1914
- Die ganz begreifliche Angst vor Schlägen. Deutsch von Siegfried Trebitsch. Berlin o. J. (um 1960)
- La Paix chez soi – Der häusliche Friede. Ebenhausen 1961

## Hörspiele
- 1946: Die Schwebebahn – Bearbeitung: Otto Brand – Regie und Sprecher: Nicht bekannt – Produktion: HR
- 1946: Das traute Heim – Bearbeitung und Regie: Uss Hatry, mit Josef Keim, Eva Fiebig – Produktion: SWF
- 1946: Boubouroche – Bearbeitung: Erich Paetzmann – Regie und Sprecher: Nicht bekannt – Produktion: HR
- 1951: Die Stadt ist in Gefahr – Bearbeitung: Lucy Millowitsch – Regie: Raoul Wolfgang Schnell – Produktion: NWDR Köln
- 1957: Boubouroche – Bearbeitung: Ellen-Maria Jäger – Regie: Werner Wieland, mit Rudolf Wessely, Irmgard Büren, Alexander Hegarth, Wolf Beneckendorff – Produktion: Rundfunk der DDR
- 1961: Herr Badin - Regie: Ludwig Cremer, mit Walter Richter, Heinz Schacht, Alfred Balthoff – Produktion: WDR
- 1961: Die Schwebebahn – Regie: Ludwig Cremer, mit Walter Richter, Alfred Balthoff, Rudolf Therkatz, Frank Barufski – Produktion: WDR
- 1961: Der häusliche Frieden – Regie: Paul Land, mit Herbert Fleischmann, Steffy Helmar – Produktion: SDR
- 1973: Der Stammgast – Bearbeitung: Wolfgang Beck – Regie: Hans Knötzsch, mit Wilhelm Gröhl, Joachim Tomaschewsky, Wolfgang Brunecker – Produktion: Rundfunk der DDR
- 1974: Die Schwebebahn – Bearbeitung: Wolfgang Beck – Regie: Hans Knötzsch, mit Winfried Wagner, Horst Preusker, Hans Teuscher – Produktion: Rundfunk der DDR